# Laparus doris
Laparus doris — метелик, що належить до родини сонцевиків. Це єдиний (тобто монотипний) представник роду Laparus. Зустрічається від Центральної Америки до Амазонки.  
Мешкає на лісових галявинах, починаючи від рівня моря до 1200 м. 
Дорослі особини живляться нектаром з квітів лантани, разом із самицями також збирають пилок з квітів Psiguria та Psychotia.

## Підвиди
За алфавітом:
- Laparus doris delila
- Laparus doris dives (Колумбія, Венесуела)
- Laparus doris doris (Суринам, Французька Гвіана, Гвіана, Колумбія, Болівія, Перу, Бразилія)
- Laparus doris obscurus (Колумбія, Еквадор)
- Laparus doris viridis (Панама, Гондурас)
- ?Laparus doris virescens

Також існує безіменний підвид на Тринідаді.

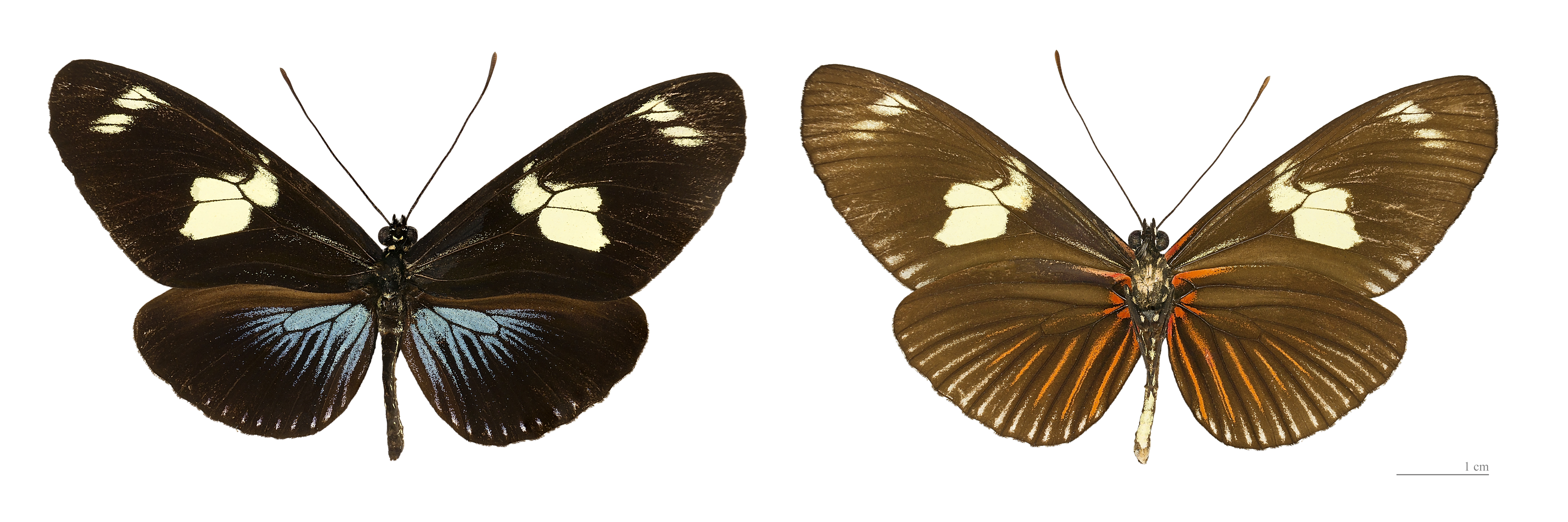
Laparus doris doris - Тулузький музей
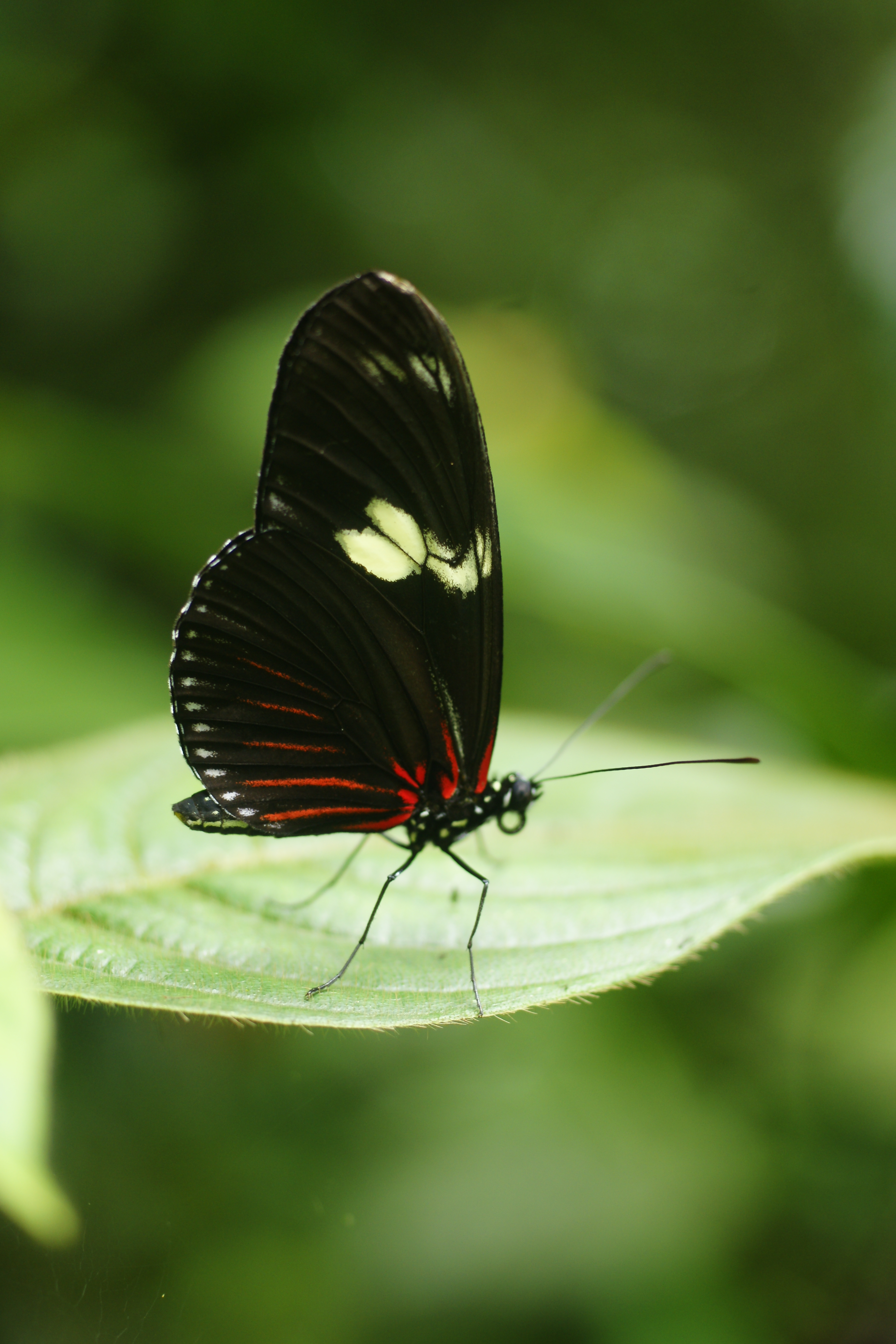
Laparus doris viridis